# Вуд, Чарльз, 1-й виконт Галифакс
Сэр Чарльз Вуд, 1-й виконт Галифакс (англ. Charles Wood, 1st Viscount Halifax, 20 декабря 1800 — 8 августа 1885) — британский политический деятель.

## Биография
Чарльз Вуд был сыном сэра Фрэнсиса Вуда, 2-го баронета, и его жены Анны. Он получил образование в Итоне и в Ориель-колледже в Оксфорде.
С 1826 года — член парламента от либеральной партии. В правительстве Джона Рассела Вуд стал канцлером казначейства, и на этой должности противился оказанию любой помощи Ирландии во время великого голода. В правительстве лорда Абердина Вуд был председателем Контрольного комитета Ост-Индской компании (будучи на этом посту он способствовал развитию в Индии системы образования — в частности, открытию университетов в Бомбее, Мадрасе и Калькутте), в первом правительстве лорда Пальмерстона — первым лордом Адмиралтейства, во втором правительстве Пальмерстона — министром по делам Индии.
В 1846 году Чарльз Вуд унаследовал от своего отца баронетство, а в 1866 году был возведён в виконты и стал виконтом Галифаксом.

## Семья и дети
29 июля 1829 года Чарльз Вуд женился на леди Мэри, дочери графа Чарльза Грея. У них было четыре сына и три дочери:
- Чарльз Линдли Вуд, 2-й виконт (отец Эдуарда Вуда, 1-го графа Галифакс)
- Фрэнсис Линдли Вуд
- Генри Джон Линдли Вуд, капитан Королевского флота
- Фредрик Джордж Линдли Мейнелл Вуд, подполковник
- Эмили Шарлотта Вуд
- Элис Луиза Вуд
- Бланш Эдит Вуд